# Mudkhed
Mudkhed är en ort i Indien.   Den ligger i distriktet Nanded och delstaten Maharashtra, i den centrala delen av landet, 1 100 km söder om huvudstaden New Delhi. Mudkhed ligger 373 meter över havet och antalet invånare är 20 776.
Terrängen runt Mudkhed är platt. Runt Mudkhed är det tätbefolkat, med 570 invånare per kvadratkilometer. Närmaste större samhälle är Nanded, 19,7 km väster om Mudkhed. Trakten runt Mudkhed består till största delen av jordbruksmark.